# Paracles antennata
Paracles antennata là một loài bướm đêm thuộc phân họ Arctiinae, họ Erebidae.